# Poste San Marino
Poste San Marino S.p.A. è una società che si occupa della gestione del servizio postale nella Repubblica di San Marino. La società dipende dalla Segreteria di Stato per il Turismo, Poste, Cooperazione, Expo

## Storia

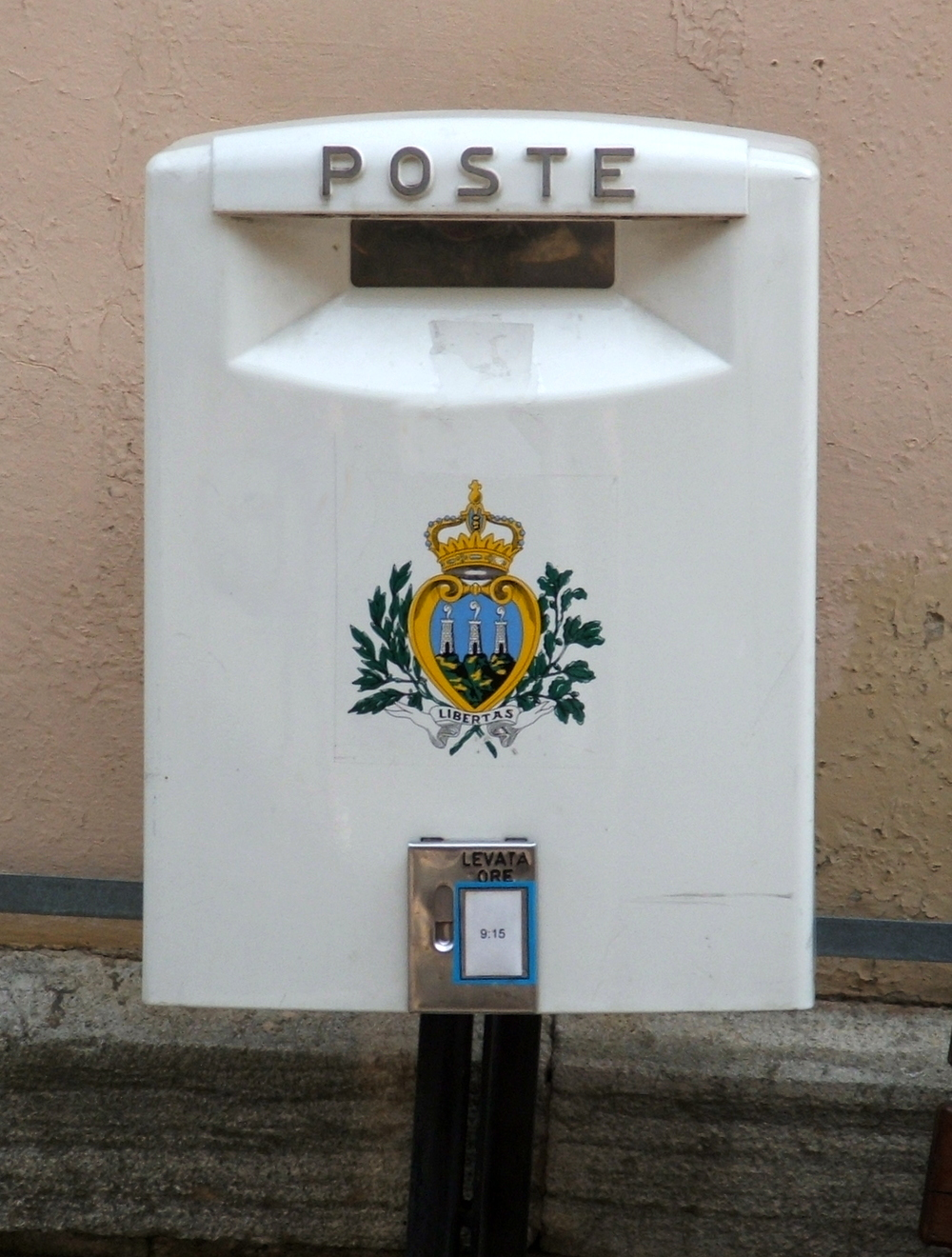
Cassetta postale delle Poste sammarinesi

Il servizio postale venne istituito a San Marino il 7 ottobre 1607 per ricevere da Rimini la posta diretta in Repubblica. Nel 1877 vengono stampati per la prima volta i francobolli a San Marino.
Nel 1923 è stata firmata la convenzione con Poste Italiane.
Dal 2008 le Poste Sammarinesi, con l'aiuto delle Poste Italiane e la collaborazione dell'UPU, forniscono servizi bancari come in Italia. 
Dal 1º gennaio 2013 si sono rese completamente autonome da Poste Italiane dopo l'istituzione dell'Ente Poste San Marino istituito il 21 maggio 2012 e entrato in vigore il 29 ottobre 2012. Nel 2012 lavoravano 150 dipendenti nelle 11 filiali nella repubblica. Nel 2015 l'Ente Poste è stato trasformato in società per azioni.
La direzione generale si trova in  Strada Borrana, 32 a Serravalle, non lontano dal confine con l'Italia.

## Uffici postali
- Acquaviva - Via Fabrizio da Montebello, 5
- Borgo Maggiore - Piazza Grande, 25
- Chiesanuova - Via Corrado Forti, 64
- Città di San Marino - Via Gino Giacomini, 69
- Dogana - Piazza Marino Tini, 3
- Domagnano - Piazza Filippo da Sterpeto, 3
- Fiorentino - Via la Rena, 19
- Faetano - Strada della Croce, 48
- Montegiardino - Via del Dragone, 17
- Serravalle - Via Coluccio Salutati, 3
- Arrivi e partenze - Strada Borrana, 32 - Serravalle